# Moyencharia winteri
Moyencharia winteri is een vlinder uit de familie van de Metarbelidae. De wetenschappelijke naam van de soort is voor het eerst gepubliceerd in 2013 door Ingo Lehmann.
De spanwijdte bedraagt 32 millimeter.
De soort komt voor in Zuid-Soedan en Congo-Kinshasa.